# Lauro António
Lauro António de Carvalho Torres Corado ComIH (Lisboa, 18 d'agost de 1942), conegut simplement com a Lauro António, va ser un cineasta portuguès.

## Biografia
Fill del pintor Lauro da Silva Corado i de Maria Helena Martins de Carvalho da Costa Torres. Llicenciat en Història per la Facultat de Lletres de Lisboa (1967) Fou membre del Cine-clube Universitário de Lisboa i després director del Cine Clube Universitário de Lisboa i del ABC Cine Clube de Lisboa
Ha dirigit els llargmetratges Manhã Submersa estrenat al Festival de Canes (que també té una versió televisiva realitzada per la RTP) i "O Vestido Cor de Fogo" i els curtmetratges "Prefácio a Vergílio Ferreira","O Zé Povinho na Revolução","Bonecos de Estremoz","Vamos ao Nimas" per televisió, la sèrie "Histórias de Mulheres" amb les pel·lícules A Bela e a Rosa,"Mãe Genoveva","Paisagem Sem Barcos" i "Casino Oceano" e também "A Paródia","Novo Elucidário Madeirense", "Conto de Natal" o "José Viana, 50 Anos de Carreira".
Ha estat present en nombrosos festivals i Setmanes de Cinema Portuguès i va rebre diversos premis, nacionals i internacionals. La seva pel·lícula Manhã Submersa va obtenir un diploma especial al 12è Festival Internacional de Cinema de Moscou.

## Filmografia
- Humberto Delgado: Obviamente Demito-o! (2009)[20][21]
- Maria Sobral Mendonça (2007)[22]
- José Viana, 50 anos de carreira (1998)[17]
- Conto de Natal - telefilme (1988)[23][16]
- A Paródia - série documental (1987)[24]
- O Vestido Cor de Fogo (1986)
- A Bela e a Rosa - telefilm (1983)
- Casino Oceano - telefilm (1983)
- Mãe Genovena - telefilm (1983)
- Paisagem Sem Barcos - telefilm(1983)
- Manhã Submersa (1980)
- O Zé-Povinho na Revolução - curtmetratge (1978)[8]
- Bonecos de Estremoz - curtmetratge (1978)[9]
- Vamos ao Nimas - curtmetratge (1975)[10]
- Prefácio a Vergílio Ferreira - curtmetratge (1975)[7]

## Obres publicades
- 1967 - O Cinema Entre Nós (edição Cronos)
- 1967 - O Cinema em Portugal Visto Através dos Números (in Almanaque O SÉCULO)
- 1968 - O Cinema Entre Nós (Um Ano de Crítica) (Edição Publicações Dom Quixote)
- 1974 - Introdução ao Cinema Húngaro (edição Apolo 7O);
- 1974 - USA-Novos Realizadores-I (George Lucas; Paul Newman; Georges Roy Hill Peter Bogdanovich) (Edição Monografias Apolo 7O)
- 1975 - Para uma leitura do filme "Cântico Final"(in 4ª edição de "Cântico Final",de Vergílio Ferreira-Edição Arcádia)
- 1975 - Elementos Para a História do Cinema Cubano (edição Apolo 7O)
- 1977 - Cinema e Censura em Portugal (l926-l974) (edição Arcádia)
- 1982 - Figueira da Foz - Dez Anos de Cinema em Festival (edição da Câmara da Figueira da Foz)
- 1983 - Horror Film Show (O Cinema Fantástico nos Anos 70) (edição Fantasporto)-2 volumes
- 1984 - Jacques Tourneur: Entre a Luz e as Trevas (edição Fantasporto)
- 1986 - Anuário de Video, Cinema e Televisão (edição Sete)
- 1986 - Anuário de Video, Cinema e Televisão (edição Sete)
- 1987 - Anuário de Video, Cinema e Televisão (edição Sete)
- 1988 - David Cronenberg: As Metamorfoses Modernas (edição Fantasporto)
- 1990 - Anuário Video-1990 (Edição Video Som)
- 1991 - Cinema e Comunicação Social (Edição III Festival de Portalegre)
- 1994 - Lauro António Apresenta (edição Asa)[25]
- 1996 - Vergílio Ferreira, A Serra e o Cinema (Ed. Cine Eco 1995)
- 1998 - A Memória das Sombras - Escritos sobre Cinema e Audiovisual (edição Campo das Letras. Col. Campo de Cinema)[26]
- 1998 - O Ensino, O Cinema e o Audiovisual, publicação de Comunicações do I Encontro Nacional “O Ensino do Audiovisual, O Audiovisual no Ensino”, coordenação (Edição Porto Editora)
- 1999 – E Depois de Abril, Tá-se bem? (A Juventude em Portugal e no Mundo, depois de Abril de 1974). Textos de apoio a Ciclo de Cinema no Forum Lisboa. Ed. Forum Lisboa/B.Museu da Répública e da Resistência
- 2001 - Cinema e Censura em Portugal (l926-l974) (Red. Refundida - Ed. Biblioteca Museu da República e Resistência)
- 2001 - Citizen Kane (guião) Notas – Ed. Famafest, CEEA e Costa do Castelo
- 2001 - O Vestido Cor de Fogo (guião) Notas – Ed. Famafest, CEEA e Costa do Castelo[27]
- 2001 - Educação Ambiental/ O Audiovisual no Ensino – Col. Cine Eco, nº 2, Ed. Cine Eco, IPAMB[28]
- 2001 - Teatro Politeama – Col. Lisboa Porta a Porta, Ed. Câmara Municipal de Lisboa
- 2002 - Teatro S. Luiz - Col. Lisboa Porta a Porta, Ed. Câmara Municipal de Lisboa
- 2002 - John Carpenter – Col. Cine Clube; Nº 1; Ed. Biblioteca Museu República e Resistência
- 2002 - Portugal, Anos 60 - Col. Cine Clube; Nº 2; Ed. Biblioteca Museu República e Resistência
- 2002 - Deficiência e Reabilitação no Cinema – Ed. Instituto Português de Oncologia do Porto[29]
- 2002 – Orson Welles – Col. Cine Clube; Nº 3; Ed. Biblioteca Museu República e Resistência
- 2002 – O Planeta dos Macacos – Col. Cine Clube; Nº4; Ed. Biblioteca Museu República e Resistência
- 2002 – Stanley Kubrick – Col. Cine Clube; Nº 5; Ed. Biblioteca Museu República e Resistência
- 2002 - Universal Pictures – Col. Cine Clube; Nº13 Ed. Biblioteca Museu República e Resistência[30]
- 2003 – Woody Allen – Col. Cine Clube; Nº 6; Ed. Biblioteca Museu República e Resistência
- 2003 – Camacho Costa – Col. Cine Clube; Nº 7; Ed. Biblioteca Museu República e Resistência[31]
- 2003 – Sam Raimi – Col. Cine Clube; Nº 8; Ed. Biblioteca Museu República e Resistência[32]
- 2003 - Deficiência e Reabilitação no Cinema II – Ed. Instituto Português de Oncologia do Porto
- 2003 – A Guerra no Cinema – Col. Cine Clube; Nº 9; Ed. Biblioteca Museu República e Resistência[33]
- 2003 – David Fincher – Col. Cine Clube; Nº 10; Ed. Biblioteca Museu República e Resistência[34]
- 2003 – Jean-Pierre Jeunet – Col. Cine Clube; Nº 11; Ed. Biblioteca Museu República e Resistência[35]
- 2003 - Alexandro Amenábar – Col. Cine Clube; Nº 12; Ed. Biblioteca Museu República e Resistência[36]
- 2004 - Elia Kazan – Col. Cine Clube; Nº 14; Ed. Biblioteca Museu República e Resistência[37]
- 2004 - 25 de Abril – 30 Anos Depois – Col. Cine Clube; Nº 16; Ed. Biblioteca Museu República e Resistência
- 2004 – Tim Burton – Col. Cine Clube; Nº 15; Ed. Biblioteca Museu República e Resistência[38]
- 2004 – Marilyn Monroe – Col. Cine Clube; Nº 17; Ed. Biblioteca Museu República e Resistência[39]
- 2004 – Peter Weir – Col. Cine Clube; Nº 18; Ed. Biblioteca Museu República e Resistência[40]
- 2004 – A Pantera Cor-de-Rosa - Col. Cine Clube; Nº 19; Ed. Biblioteca Museu República e Resistência[41]
- 2004 - O Natal no Cinema - Col. Cine Clube; Nº 20; Ed. Biblioteca Museu República e Resistência
- 2005 – Drácula em Lisboa (guião de um filme nunca rodado), in “CONTOS FANTÁSTICOS”, Ed. Fantasporto. Preambulo edições
- 2005 – Marlon Brando - Col. Cine Clube; Nº 21; Ed. Biblioteca Museu República e Resistência[42]
- 2005 – Visões de Cristo no Cinema - Col. Cine Clube; Nº 22; Ed. Biblioteca Museu República e Resistência[43]
- 2005 – Visões da Juventude no Cinema Português Contemporâneo – Ed. VII Festival Internacional de Cinema e Vídeo Ambiental. Goiás, Brasil
- 2005 – II Guerra Mundial no Cinema - Col. Cine Clube; Nº 23; Ed. Biblioteca Museu República e Resistência. (não publicado)
- 2005 – D. W. Griffith e o Nascimento da Linguagem Cinematográfica - Col. Cine Clube; Nº 24; Ed. Biblioteca Museu República e Resistência[44][45]
- 2005 – Col. Centro de Estudos Cinematográficos, nº 1 – Stanley Kubrick, Ed. Centro das Artes Casa das Mudas, Calheta, Madeira[46]
- 2005 – Col. Centro de Estudos Cinematográficos, nº 2 – Tim Burton, Ed. Centro das Artes Casa das Mudas, Calheta, Madeira
- 2005 – Col. Centro de Estudos Cinematográficos, nº 3 – O Natal no Cinema, Ed. Centro das Artes Casa das Mudas, Calheta, Madeira[47]
- 2005 – Col. Centro de Estudos Cinematográficos, nº 4 – D. W. Griffith e o Nascimento da Linguagem Cinematográfica, Ed. Centro das Artes Casa das Mudas, Calheta, Madeira[48]
- 2005 – Col. Centro de Estudos Cinematográficos, nº 5 – A Pantera Cor-de-Rosa, Ed. Centro das Artes Casa das Mudas, Calheta, Madeira
- 2005 – Jacques Tourneur - Col. Cine Clube; Nº 25; Ed. Biblioteca Museu República e Resistência[49]
- 2005 – A Fábrica dos Sonhos - Col. Cine Clube; Nº 26; Ed. Biblioteca Museu República e Resistência[50]
- 2005 - A Linguagem Cinematográfica, tradução com Maria Eduarda Colares do livro de Marcel Martin, Ed. Dinalivro[51]
- 2006 – M. Night Shyamalan - Col. Cine Clube; Nº 27; Ed. Biblioteca Museu República e Resistência
- 2006 – Irmãos Marx - Col. Cine Clube; Nº 28; Ed. Biblioteca Museu República e Resistência[52]
- 2006 – Filmes Com História - Col. Cine Clube; Nº 29; Ed. Biblioteca Museu República e Resistência (Não publicado)
- 2006 - 25 de AbBril e o Cinema Português, Ed. C.M. Santarém[53]
- 2008 – Zhang Yimou - Col. CineOriente; Nº 1; Ed. Instituto Confúcio, Universidade do Minho[54]
- 2010 – Charlotte Rampling, Ed. Festival de Teatro de Almada
- 2010 – Temas de Cinema: D. W. Griffith, Orson Welles e Stanley Kubrick. Ed. Dinalivro. Integrado nos ciclos Invicta Filmes[55]
- 2012 - Os Cinemas da Europa, Ed. C.M. Oeiras[56]
- 2014 - Cinema Americano (1930-1960), Ed. C.M. Oeiras[57]
- 2015 - A Idade de Ouro do Cinema Italiano, Ed. C.M. Oeiras[58]